# Núcleo Museológico de Barrada
O Núcleo Museológico de Barrada é um museu, situado na freguesia de Martim Longo do Município de Alcoutim, no Distrito de Faro, em Portugal.

## Descrição
Este edifício pode ser encontrado na localidade de Barrada, a cerca de três quilómetros de Martim Longo. Apresenta uma exposição permanente, denominada Espelho de Nós, cuja finalidade é reunir várias informações sócio-económicas e geográficas sobre o Concelho de Alcoutim, e a sua evolução histórica.